# 鳴芝聲劇團
鳴芝聲劇團成立於1990年10月11日，主要成員為蓋鳴暉、梁心怡、吳美英、陳鴻進、黎耀威、阮兆輝、陳嘉鳴、鄧美玲、呂洪廣、新劍郎、溫玉瑜。
劇團於1991年曾赴美國拉斯維加斯及三藩市作海外演出。1993年，曾獲新加坡「獅城地方戲曲展」及香港「紅樓夢文化藝術展」邀請演出。

## 外部連結
- 鳴芝聲劇團